# Enseignement supérieur au Rwanda
L’enseignement supérieur au Rwanda est une étape finale facultative de l’éducation formelle suivant l’enseignement secondaire.
Les études conduisant au diplôme de docteur en médecine ont une durée de six ans.

## Introduction
Le Rwanda est un pays où la technique joue un grand rôle dans le développement national, raison pour laquelle, le gouvernement depuis 2008 a renforcé les formations technique et professionnelles dans les écoles secondaires communément appelés les écoles secondaires de technique, en anglais technical secondary school (TSS). Au Rwanda dans 416 secteurs, jusqu’à 2024 il y avait que 24 qui n’ont pas TSS. Cela va améliorer la carence ou l'absence des techniciens bien qualifié avec des compétences solide dans les industries qui se développent de jour à jour que ça soit à l’intérieur du pays ou ailleurs dans la région.

## Conseil rwandais de formation technique et professionnelle
C'est une institution du gouvernement connu en anglais sous le nom Rwanda TVET board (RTB), qui a été créé en 2020 par une loi présidentielle N° 123/01 of 15/10/2020 et publié dans une gazette officielle N° 32 bis de 19/10/2020 sous la ministère de l'éducation au Rwanda.

## Conseil de l'enseignement technique et professionnel du Rwanda (RTB)
RTB est une institution sous le ministère de l’éducation. Elle est composée d'un conseil de directeur, là où se trouve l'office du directeur général, après il y a le Département de gestion de la formation, Département du développement des programmes et du matériel pédagogique, Division des technologies numériques puis Unité d'administration et Finances.

## Liste des universités au Rwanda
- Université du Rwanda
- Université libre de Kigali (ULK)
- Université de INES RUHENGERI